# Walther Bensemann
 (mars 2023).
Walther Bensemann (° 13 janvier 1873 à Berlin, Allemagne ; † 12 novembre 1934 à Montreux, Suisse) est l'un des principaux pionniers du football en Allemagne.
Il a cofondé plusieurs clubs de football dans le sud de l'Empire allemand à partir de 1889, a organisé les premières rencontres internationales de sélections allemandes, appelées « Ur-Länderspiele » , en décembre 1898, a participé à la création de la Fédération allemande de football (DFB) en 1900 en tant que représentant de plusieurs clubs et a fondé le premier magazine de football allemand, Kicker, en 1920. Bensemann, d'origine juive, a émigré en Suisse après l'instauration de la dictature nazie en Allemagne fin mars 1933. Il y est mort l'année suivante.
C'est en tant qu'élève d'une école privée anglaise en Suisse que Bensemann était entré en contact avec ce sport encore relativement inconnu sur le continent européen et décrié dans l'Empire allemand en tant que « maladie anglaise », et qu'il avait commencé, dans la dernière décennie du XIXe siècle, un travail de missionnaire qui considérait le football à éliminer les préjugés, à favoriser une entente pacifique et un moyen de rapprochement entre les peuples.

## Biographie

### Les premières créations de clubs en tant qu'élève
Bensemann était issu d'une famille de banquiers juifs de Berlin. Son acte de naissance, établi par le tribunal d'instance de Berlin-Mitte, mentionne le prénom "Walter", le "h" du prénom ayant été ajouté plus tard de son propre chef. Selon ce document, sa mère était Eugenie, née Marckwald et son père Berthold Bensemann, banquier, appartenant à la communauté religieuse des juifs. En outre, on sait peu de choses sur sa famille, Bensemann ne s'est jamais exprimé à son sujet tout au long de sa vie, pas plus que sur ses origines juives.
Probablement à l'âge d'environ 10 ans, c'est-à-dire vers 1883, il fréquenta une école privée (probablement anglaise) à Montreux, en Suisse. C'est là qu'il entra pour la première fois en contact avec le football, un sport venu d'Angleterre. La Suisse fut, avec les Pays-Bas et le Danemark, l'un des premiers pays d'Europe continentale où le football se répandit. La partie francophone du pays, en particulier, était peuplée de nombreux retraités britanniques, d'hommes d'affaires et d'élèves d'internat. Ce sont d'ailleurs ces derniers qui, dès la fin des années 1850, ont fait connaître les sports britanniques que sont le cricket, le rugby et le football. Walther Bensemann n'a donc pas tardé à entrer en contact avec ces sports. En 1887, à l'âge de 14 ans, il fonda avec des camarades de classe un club de football, le « Football Club Montreux », dont il se disait le secrétaire. Ce club a continué d'exister après le départ de Bensemann. En 1904, il fusionna avec le FC Narcisse pour devenir le FC Montreux-Narcisse. Après d'autres fusions, le club s'appela dès 1920 FC Montreux-Sports.
C'est probablement à l'automne 1889 que ses parents s'installèrent à Karlsruhe, et Walther Bensemann y fut élève au lycée grand-ducal, l'actuel lycée Bismarck. On ne sait rien des raisons et de la date exacte de ce déménagement. Selon son diplôme de fin d'études secondaires, il a été inscrit en septembre 1889 en sous-primaire du lycée de Karlsruhe. Il commença immédiatement à enthousiasmer ses camarades de classe pour le football, encore presque inconnu ici. En septembre 1889 encore, il fonda l' International Football Club (IFC), le premier club du sud de l'Allemagne à jouer selon les règles de l'association football.
À la suite de querelles internes, Bensemann quitta l'IFC deux ans plus tard et fonda le 17 novembre 1891 le Karlsruher FV (KFV). Ce club joua un rôle important dans le football allemand pendant les 20 années qui suivirent, avec comme point culminant le titre de champion d'Allemagne en 1910.

### Les Karlsruher Kickers et autres "Kickers"

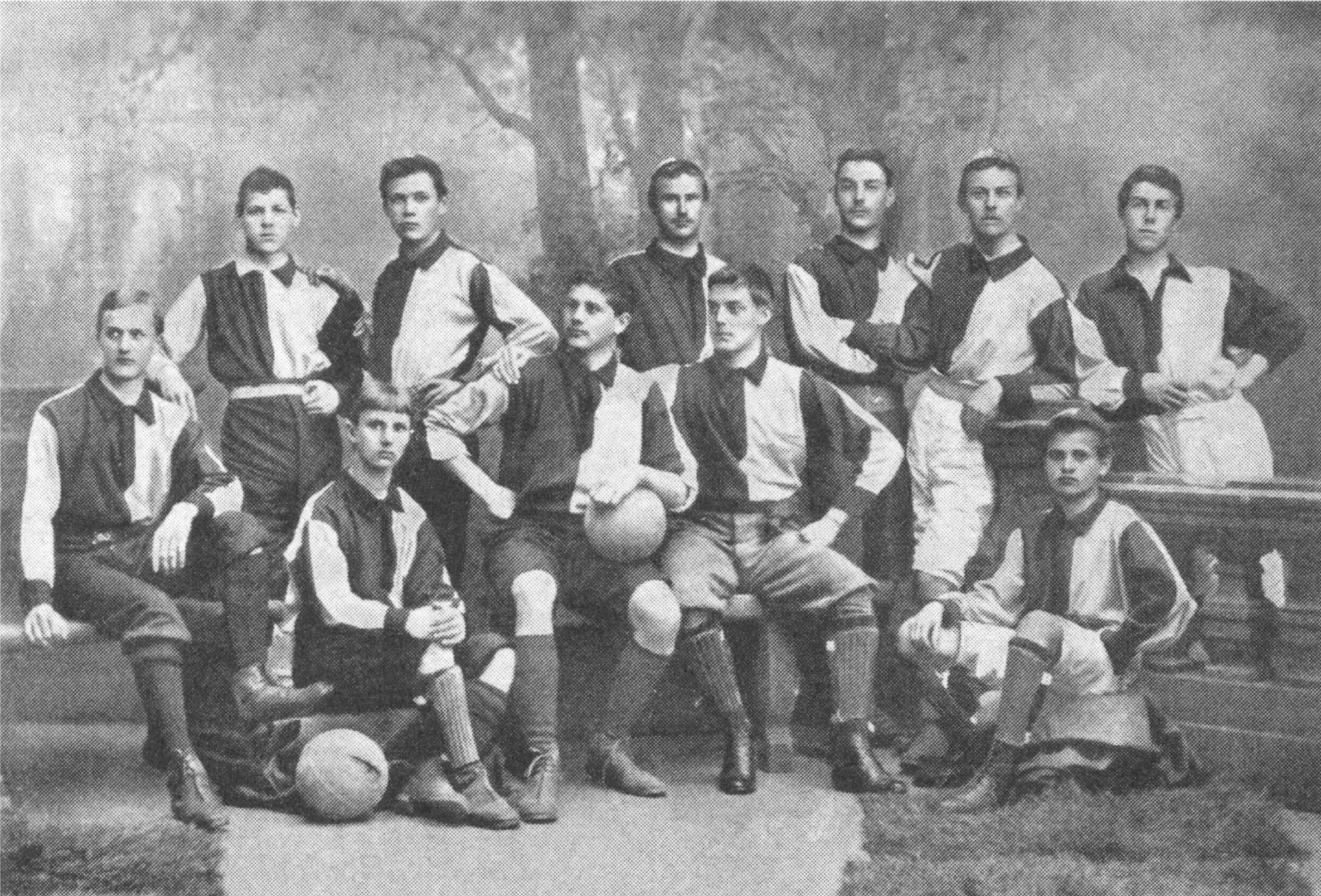
L'équipe des Karlsruher Kickers en 1895. Assis au centre, Walther Bensemann (avec le ballon). Cette photo a fait la couverture de la première édition du Kicker 25 ans plus tard, le 14 juillet 1920.

Vers 1893, August Marx, un jeune professeur stagiaire du lycée de Bensemann s'imposa finalement dans la querelle d'orientation programmatique du KFV et Bensemann quitta à nouveau le club qu'il avait fondé. Pour la deuxième fois, Bensemann forma un club rival : Les Karlsruher Kickers. Les Kickers  sont devenus une équipe performante et n'ont perdu qu'une seule fois au cours de leur première année d'existence (28 matches ont été disputés au total). L'équipe a rapidement acquis une réputation légendaire dans le sud de l'Allemagne, comme en témoigne le fait que de nombreux clubs se sont également appelés «Kickers» ou «Cickers». Le nom Kickers provient probablement du nom du club de Karlsruhe fondé quelques années auparavant par Bensemann. D'autres clubs fondés à cette époque dans le sud de l'Allemagne, comme les Frankfurter Kickers (1899), Stuttgarter Kickers (1899) et les Offenbacher Kickers (1901), adoptèrent cette appellation comme nom de club. Les Karlsruher Kickers se sont dissous fin 1895 et Bensemann et ses coéquipiers sont retournés pour la plupart au Karlsruher FV.

### Rencontres internationales

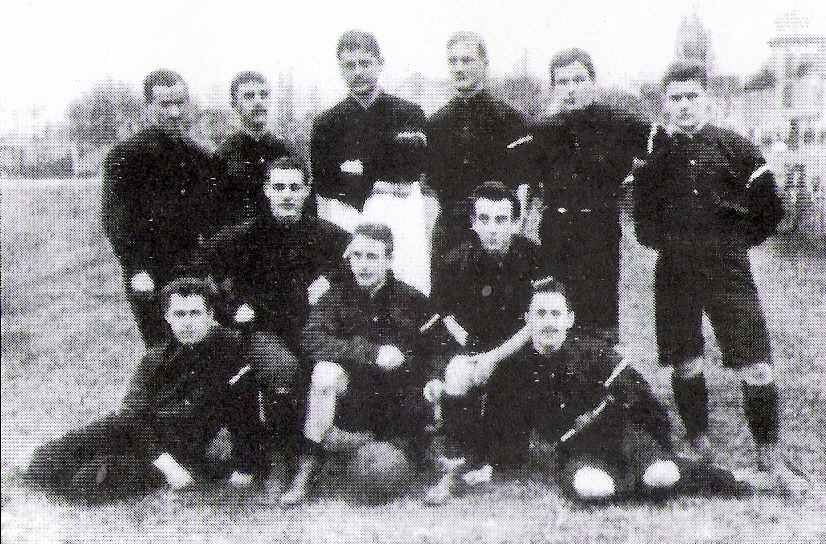
La sélection allemande de 1898. Walther Bensemann au dernier rang en pantalon blanc, Ivo Schricker à sa droite.

Bensemann voyait dans le football la concrétisation de l'idée de fair-play et de la tolérance et le considérait comme un moyen de favoriser l'entente entre les peuples. C'est pourquoi il a organisé toute sa vie des matchs entre des équipes de clubs et de sélections de différents pays. L'un des points culminants de ces efforts a été l'organisation des cinq matches internationaux dits "Ur-Länderspiele". Ces matchs de sélections allemandes, qui ne figurent pas dans les statistiques officielles de la Fédération allemande de football parce qu'ils n'étaient pas organisés par des fédérations nationales reconnues, ont eu lieu entre 1899 et 1901 contre des équipes françaises et anglaises. En décembre 1898, Bensemann a emmené à Paris une sélection allemande qu'il avait constituée et a remporté ces deux matchs. Après s'être imposés 7-0 face aux White Rovers le 11 février, les Allemands gagnent le lendemain par 2 buts à 1 face à une sélection des meilleurs joueurs parisiens de l'USFSA.
Moins d'un an plus tard, en novembre 1899, à l'initiative de Bensemann, une équipe nationale anglaise, officiellement envoyée par la fédération anglaise (FA), a rencontré pour la première fois une sélection allemande. Ces matchs, dont deux se sont déroulés à Berlin, un à Prague et un à Karlsruhe, et se sont soldés par des défaites cuisantes (2:13, 2:10, 0:8 et 0:7).

### Bensemann en tant que journaliste
Entre les années 1890 et 1920, Bensemann avait déjà écrit occasionnellement des articles et des rapports pour des quotidiens et des revues sportives - encore rares et souvent éphémères à cette époque.
Bensemann avait donc manifestement déjà pris goût à l'activité journalistique avant de s'installer à Munich à l'été 1919 et d'entrer début mars 1920 à la rédaction du journal sportif Fußball, édité depuis 1911 par Eugen Seybold. Après quelques semaines seulement, il s'avéra que la collaboration entre Bensemann et Seybold ne fonctionnait pas, de sorte que leurs chemins se séparèrent à nouveau très rapidement.

#### Création et développement du journal Kicker

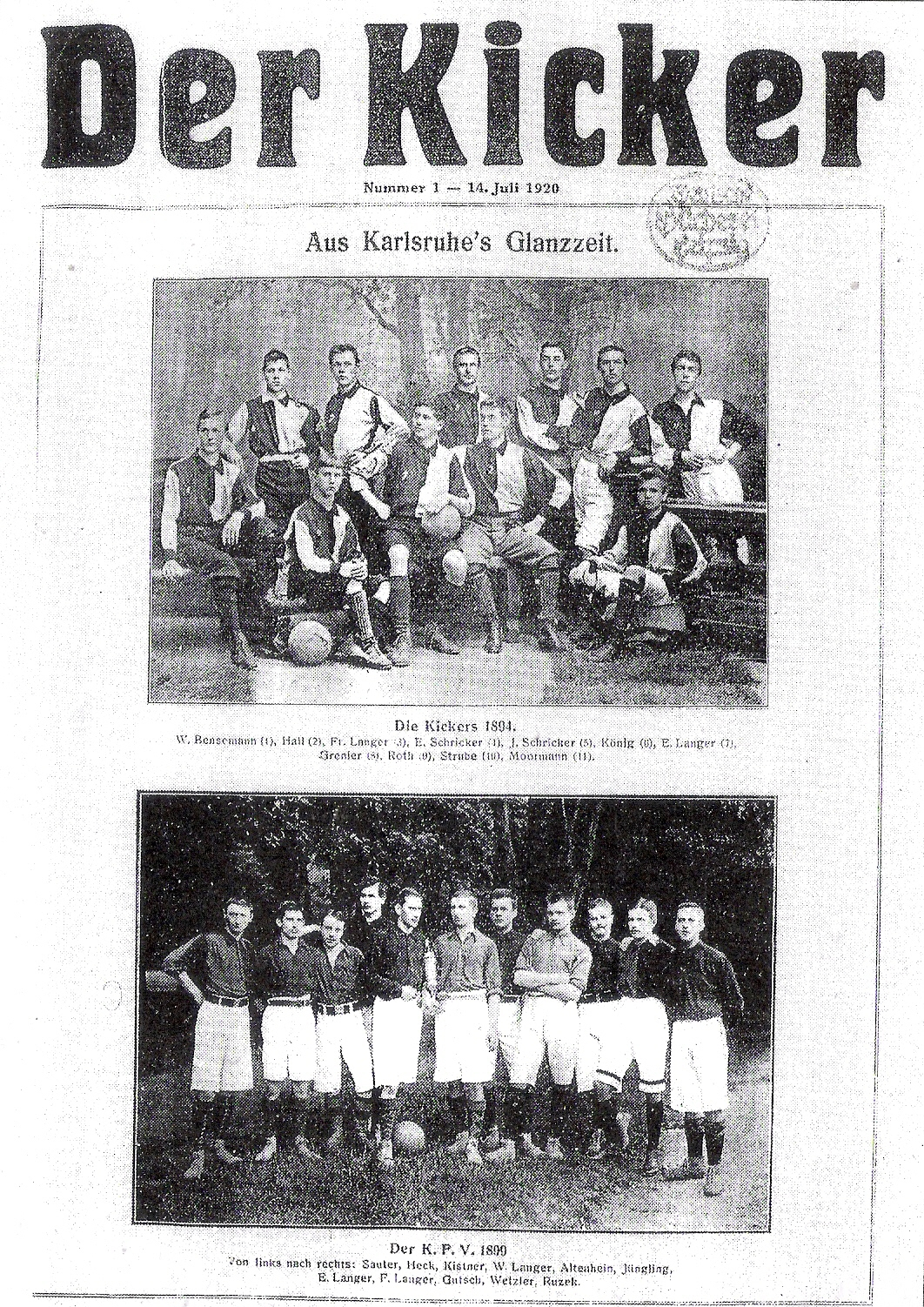
Page de couverture du premier du 14 juillet 1920.

Bensemann a alors décidé de fonder sa propre revue. Il pouvait s'appuyer sur un grand cercle de compagnons de route et de connaissances pour la rédaction régulière de rapports et d'articles, mais pour ce qui est du financement, Bensemann avait besoin de soutien. Par l'intermédiaire de ses connaissances, il trouva finalement en la personne d'Eduard Reuss, propriétaire de l'imprimerie Reuss & Itta à Constance, un entrepreneur prêt à imprimer un journal hebdomadaire pour Bensemann, sans que celui-ci puisse lui offrir de garanties financières. En outre, il mit à sa disposition trois locaux situés au-dessus de l'imprimerie.
Le premier numéro du magazine spécialisé dans le football Kicker est finalement paru le 14 juillet 1920 et comportait 20 pages. Au début, la publication de ce journal hebdomadaire était une entreprise chaotique et marquée par le manque d'argent, Bensemann ne disposant que de quelques centaines de Reichsmark comme capital de départ, d'aucune expérience entrepreneuriale et de peu d'expérience journalistique. Au début, le contenu des articles était en grande partie régional et limité au sud et au sud-ouest de l'Allemagne. Le profil et le retentissement étaient assurés par des reportages fondés sur l'étranger, que Bensemann obtenait de ses nombreuses connaissances internationales, ainsi que par des éditoriaux de type feuilleton, rédigés par Bensemann lui-même, et qui faisaient généralement deux pages.
Dès octobre 1921, le journal déménage à Stuttgart, mais la situation financière ne s'améliore pas non plus. En mars 1925, le journal déménage à Ludwigshafen am Rhein. Mais ce site n'a pas non plus fait ses preuves et le 1er octobre 1926, le Kicker a finalement déménagé à Nuremberg, où se trouve encore aujourd'hui la rédaction du magazine qui, après une histoire mouvementée, paraît aujourd'hui sous le nom de kicker sportmagazin.

### Émigration et décès
Sur le plan international, Bensemann a atteint l'apogée de sa réputation en 1932. Lors du congrès de la FIFA à Stockholm, auquel il participa personnellement, le président de la fédération suédoise, Anton Johanson, qualifia le Kicker de meilleur journal sportif du continent, et deux amis proches de Bensemann furent élus à des postes importants : Ivo Schricker devint secrétaire général et Peco Bauwens membre du comité exécutif de la Fédération internationale de football. En Allemagne, en revanche, son attitude internationaliste le mettait de plus en plus sur la défensive. Et la campagne de dénigrement du journal nazi Der Stürmer contre l'entraîneur du 1. FC Nuremberg Jenő Konrád, qui avait poussé ce dernier à émigrer, n'était sans doute pas la seule à lui avoir fait comprendre quel avenir attendait les citoyens juifs en Allemagne. De plus, sa santé et ses finances étaient fragiles.
Le 28 mars 1933, il publia sa dernière chronique dans le Kicker. Il y annonçait qu'il se soumettait à une longue cure sur "ordre des médecins". Bensemann, qui s'était exprimé de manière critique sur la politique de la presse du nouveau pouvoir et à qui les nazis avaient déjà signalé qu'il était indésirable, partit pour la Suisse vers le 30 mars.
Quelques jours plus tard seulement, le 9 avril, les grandes associations sportives du sud de l'Allemagne publièrent, dans un esprit d'obéissance anticipée, une déclaration dans laquelle elles assuraient qu'elles "soutiendraient de toutes leurs forces" les mesures du gouvernement national-socialiste, "en particulier sur la question de l'élimination des Juifs des clubs sportifs". Parmi les signataires, on trouvait, outre le Karlsruher FV, que Bensemann avait fondé, le 1. FC Nuremberg, avec lequel il avait entretenu des contacts particulièrement intenses au cours des années précédentes, ainsi que l'Eintracht Francfort et le FC Bayern, dont les clubs précédents avaient été co-fondés par Bensemann. Peu après, une déclaration similaire a été faite par la Fédération allemande de football. Le 30 mai, le Kicker annonça finalement sans autre commentaire que Walther Bensemann avait quitté la rédaction.
Les dernières apparitions publiques de Bensemann sont attestées en juin 1934, lorsqu'il assista au tournoi de la Coupe du monde en Italie sur invitation de la FIFA, ainsi qu'en octobre de la même année lors du match international Suisse-Tchécoslovaquie à Genève. Le 12 novembre, Bensemann mourut à Montreux, probablement d'une crise cardiaque.